# Julia Domenica
Julia Domenica (* 19. Februar 1981 in Ostfildern) ist eine deutsche Schauspielerin.

## Biografie
Julia Domenica spielte bereits in ihrer Schulzeit in einer freien Theatergruppe. Nach einem abgeschlossenen Chemiestudium an der Rheinischen Friedrich-Wilhelms-Universität zu Bonn mit Schwerpunkt Biochemie wandte sie sich ganz der Schauspielerei zu. Sie absolvierte ihr Schauspielstudium von 2006 bis 2008 an der privaten Film- und Schauspielschule „München Filmakademie“ (MFA) und besuchte verschiedene Workshops.
2006 wurde Julia Domenica in Film und Fernsehen aktiv, unter anderem in den Fernsehserien Der letzte Bulle, Kommissar Stolberg, SOKO Köln und Pastewka. 2007 gab sie ihr Filmdebüt als Fan der Hauptfigur Finn in Wim Wenders’ Palermo Shooting, gefolgt von kleineren Auftritten in André Erkaus Selbstgespräche und Christoph Hochhäuslers Unter dir die Stadt.
2012 spielte sie in der englischen Kino-Produktion The Dossier die Nebenrolle der Jennell T. Steiner, eine aristokratische, englische Lady, die in eine Verschwörung verwickelt ist. In dem 2018 erschienenen Kinofilm Lisa und der Maler spielte Domenica ihre erste Hauptrolle.

## Filmografie
- 2007: Kommissar Stolberg (Fernsehserie)
- 2007: Selbstgespräche
- 2008: Lutter: Toter Bruder
- 2008: Palermo Shooting
- 2009: Pastewka (Staffel 4, Episode 3: Das Experiment)
- 2010: Unter dir die Stadt
- 2010: Der letzte Bulle (Fernsehserie)
- 2010: MEK8 (Staffel 1, Episode 9: Das Recht der Schwächeren)
- 2011: SOKO Köln (Fernsehserie, Folge Die falsche Frau)
- 2015: The Dossier
- 2018: Lisa und der Maler